# سیارک ۱۲۸۱۸
سیارک ۱۲۸۱۸ (به انگلیسی: 12818 Tomhanks، نامگذاری:1996GU8) دوازده هزار و هشتصد و هجدهمین سیارک کشف شده‌است که در ۱۳ آوریل ۱۹۹۶ کشف شد.
قدر مطلق سیارک برابر ۲۴.۵ است.